# Il pianeta ribelle
Il pianeta ribelle (The Shape of Things to Come) è un film del 1979 diretto da George McCowan. È un film di fantascienza canadese con Jack Palance, Carol Lynley e Barry Morse. Benché il titolo originale richiami il romanzo del 1933 The Shape of Things to Come di H. G. Wells (da cui era già stato tratto il film La vita futura nel 1936), la trama ha poche attinenze con la storia descritta nell'opera di Wells, che prediceva eventi come una seconda guerra mondiale e il crollo dell'ordine sociale fino alla formazione di un nuovo ordine mondiale, mentre il film vede un futuro ad alta tecnologia che coinvolge robot e astronavi.

## Trama
Un pazzo decide di distruggere le colonie lunari con i suoi automi e navi automatizzate. Solo tre persone e il loro robot possono fermarlo.

## Produzione
Il film, diretto da George McCowan su una sceneggiatura di Martin Lager, Joseph Glazner e Mike Cheda e un soggetto di H.G. Wells, fu prodotto da William Davidson per la CFI Investments e la SOTTC Film Productions e girato a Kleinburg nell'Ontario e a Montréal, nel Québec, in Canada, dal 23 ottobre 1978 al 29 novembre 1978 con un budget stimato in 3.200.000 dollari.

## Distribuzione
Il film fu distribuito con il titolo The Shape of Things to Come in Canada dal 4 maggio 1979 al cinema dalla International Film Distributors.
Altre distribuzioni:
- nel Regno Unito il 24 maggio 1979
- negli Stati Uniti nell'agosto del 1979 (H.G. Wells' The Shape of Things to Come)
- in Finlandia il 25 luglio 1980 (Tulevaisuuden maailma e Taistelu avaruudessa)
- in Messico il 7 dicembre 1984 (El mundo que viene)
- in Italia (Il pianeta ribelle)
- in Spagna (El mundo que viene)
- in Francia (Alerte dans le cosmos)
- in Germania Ovest (Delta III)
- in Germania Ovest (Unternehmen Delta 3)

## Critica
Secondo Fantafilm il film "si colloca, senza molte pretese, nell'ambito delle "space opera" e con Wells ha ben poco in comune". Secondo Leonard Maltin "i patiti di fantascienza vorranno darci un'occhiata ma difficilmente ne varrà la pena".

## Promozione
La tagline è: "Beyond the earth... Beyond the moon... Beyond your wildest imagination!".